# 京都府道445号富田胡麻停車場線
京都府道445号富田胡麻停車場線（きょうとふどう445ごう とみたごまていしゃじょうせん）は、京都府船井郡京丹波町から南丹市日吉町胡麻胡麻停車場に至る一般府道である。

## 概要
船井郡京丹波町豊田から南丹市日吉町胡麻に至る。
船井郡京丹波町と南丹市を結ぶ3つの府道の1つ。

### 路線データ
- 起点：船井郡京丹波町豊田（下川原交差点、国道9号交点）
- 終点：南丹市日吉町胡麻（JR西日本山陰本線 胡麻駅前、京都府道50号京都日吉美山線上）

## 路線状況

### 重複区間
- 京都府道50号京都日吉美山線（南丹市日吉町胡麻・胡麻交差点 - 南丹市日吉町胡麻（終点））

## 地理

### 通過する自治体
- 京都府
  - 船井郡京丹波町 - 南丹市

### 交差する道路
| 交差する道路                                       | 市町村名 | 市町村名 | 交差する場所 | 交差する場所        |
| -------------------------------------------------- | -------- | -------- | ------------ | ------------------- |
| 国道9号 / 山陰道                                   | 船井郡   | 京丹波町 | 豊田         | 下川原交差点 / 起点 |
| 国道27号 京都府道80号日吉京丹波線 重複             | 船井郡   | 京丹波町 | 富田         | 富田交差点          |
| 京都府道50号京都日吉美山線 / 若狭街道 重複区間起点 | 南丹市   | 南丹市   | 日吉町胡麻   | 胡麻交差点          |
| 京都府道50号京都日吉美山線 / 若狭街道 重複区間終点 | 南丹市   | 南丹市   | 日吉町胡麻   | 終点                |

### 交差する鉄道
- 山陰本線

### 沿線
- 石井食品
- グランベール京都ゴルフ倶楽部
- 南丹市立広野球技場
- 南丹市立胡麻郷小学校、胡麻保育所
- 胡麻郵便局
- JR西日本山陰本線 胡麻駅